# جیم وایت (گیتاریست)
مایکل دیویس پرت (متولد ۱۰ مارس ۱۹۵۷)، معروف به جیم وایت ، خواننده، ترانه سرا، هنرمند تجسمی و نویسنده آمریکایی است.

## اوایل زندگی
وایت در کالیفرنیا به دنیا آمد اما در سن ۵ سالگی به پنساکولا، فلوریدا نقل مکان کرد. او در دوران کودکی خود عمیقاً تحت تأثیر تماشای آیین پنطیکاستی و موسیقی گاسپل قرار گرفت.  طبق منابع مختلف، او حفار خندق، فروشنده روغن آفتاب‌گیر، منظره‌ساز، ظرف‌شو، آشپز ماهی، مدل لباس، عکاس مد، موج‌سوار حرفه‌ای و راننده تاکسی در شهر نیویورک بوده است. قبل از شروع حرفه موسیقی، وایت در مدرسه فیلم در دانشگاه نیویورک شرکت کرد. بلافاصله پس از پایان پایان نامه طولانی خود در دانشگاه، وایت وارد یک «حفره عمیق بیماری، افسردگی و فقر» شد.  در این دوره بود که وایت پس از یک وقفه طولانی دوباره شروع به نوشتن آهنگ کرد، که بسیاری از آنها در اولین آلبوم او عیسی با چشم اشتباه منتشر شد که توسط لیبل بوتیک دیوید برن لوکا باپ منتشر شد.